# 張道淵
張道淵（？年—？年），字秋生，行一，雲南省太和縣人，同治二年癸亥科進士，歷官翰林院檢討、功臣館纂修，國史館協修。